# Драгутин Инкиостри Медењак
Драгутин Медењак Инкиостри (18. октобар 1866. Сплит – 16. септембар 1942. Београд) био је српски декоратер и сликар. Он је заслужан сакупљач народних орнамената и рукотворина; на основу њих покушао да оснује националне декоративне стилове, нарочито српски.

## Биографија
Рођен је у Сплиту под именом Карло Инкиостри (Carlo Inchiostri), а по доласку у Београд мења име у Драгутин, када очевом презимену додаје и мајчино презиме Медењак.
Свршио је основну школу и пет разреда реалке, а затим се дао на сликарство које је прво учио као самоук (1885—1892) а затим у Фиренци. После тога је путовао по јужнословенским земљама и радио на прикупљању народних шара и живописању цркава. Крајем 1905. године долази у Београд и ту је остао до 1911. где је радио на украшавању многих значајних зграда. Од 1912. године налази се у Босни где је радио патриотске плакате и био гоњен од аустријских власти. За време Првог светског рата био је у Италији и Трсту. Једно време је живео у Љубљани, а затим је 1923. године поново дошао у Београд. Радио је на оснивању оригиналних југословенских декоративних стилова, нарочито српског. Своје назоре је излагао у чланцима и књигама. Инкиостри је, поред Словенца Ивана Јагра, први декоративни уметник у овим крајевима. Његово главно теоретско дело је „Моја теорија о декоративној српској уметности и њеној примени“ (1925).
Једно од његових најзначајнијих дела је уређење ентеријера Дома Вукове задужбине (тада зграда Министарства просвете) у Београду, 1912.

## Галерија
- Освећено Косово, 1914. Приватно власништво. Уметничка збирка породице Поповић, Нови Сад.
- Југославија на Јадрану, 1935.